# Tristram Shapeero
Tristram Shapeero (* 1966 in Bath) ist ein britischer Fernsehregisseur und Filmproduzent. Er hat in zahlreichen britischen und US-amerikanischen Comedy-Serien Regie geführt.

## Leben und Karriere
Tristram Shapeero besuchte in seinem Heimatort Bath die St. Stephen’s School und die Sekundarschule für Jungen Beechen Cliff School. Um in die Filmbranche einzusteigen, hatte Shapeero als Showrunner bei Harry Enfields Norbert Smith: A Life angefangen. Er begann an Whose Line Is It Anyway mitzuarbeiten und bekam 1991 die Gelegenheit, einige Folgen in New York zu drehen, wo er dann seine Frau Erica Lindberg kennenlernte.
Nachdem Shapeero einige der klassischen Kultkomödien Großbritanniens inszeniert hatte, zog er im Juli 2009 nach Kalifornien, um Comedy für das amerikanische Fernsehen zu drehen. Zu Shapeero bekanntesten Arbeiten gehören Green Wing, Parks and Recreation, Happy Endings, Furchtbar fröhliche Weihnachten oder auch The Sackett Sisters.

## Filmografie (Auswahl Regie)
- 2000: Smack the Pony (7 Folgen)
- 2001: Gimme Gimme Gimme (6 Folgen)
- 2002: I'm Alan Partridge (6 Folgen)
- 2004–2005: Peep Show (12 Folgen)
- 2004–2006: Green Wing (18 Folgen)
- 2005: Absolute Power (6 Folgen)
- 2006: Feel the Force (6 Folgen)
- 2006–2009: Pulling (13 Folgen)
- 2007: Ruddy Hell! It's Harry and Paul (6 Folgen)
- 2009: Reggie Perrin (6 Folgen)
- 2009: Jimmy Carr: Telling Jokes (Special)
- 2010: The Persuasionists (6 Folgen)
- 2010–2013: Parks and Recreation (4 Folgen)
- 2010–2014: Community (24 Folgen Regie, 26 Folgen Produzent)
- 2011: My Freakin' Family
- 2011–2012: Workaholics (5 Folgen)
- 2011–2013: Happy Endings (3 Folgen)
- 2011–2015: Childrens Hospital (6 Folgen)
- 2014: Furchtbar fröhliche Weihnachten
- 2014–2017: Brooklyn Nine-Nine (5 Folgen)
- 2015–2016: Blunt Talk (9 Folgen Regie, 20 Folgen Produzent)
- 2015–2018: Unbreakable Kimmy Schmidt (10 Folgen)
- 2016–2020: Superstore  (5 Folgen)
- 2017: The Sackett Sisters
- 2017: Ryan Hansen Solves Crimes on Television (6 Folgen)
- 2019: Turn Up Charlie (4 Folgen Regie, 8 Folgen Produzent)
- 2020: Noch nie in meinem Leben … (4 Folgen)
- 2021: Mr. Mayor

## Trivia
Im November 2020 vergaß Shapeero, sein Mikrofon bei einem Online-Vorsprechen auf stumm zu schalten und so wurden seine abfälligen Kommentare zu den Wohnverhältnissen des Schauspielers Lukas Gage öffentlich. So bezeichnete er den Schauspieler als „arm“ und sagte: „Diese armen Leute leben in diesen winzigen Wohnungen“ und mokierte sich darüber, dass er im Hintergrund von Gages Kameraausschnitt dessen Fernseher erkennen konnte. Später entschuldigte er sich und bestand darauf, dass es in seinen Bemerkungen angeblich lediglich um die Bescheidenheit Gages gegangen sei, da er nach Shapeeros Ansicht durchaus luxuriöser leben könne und sein bodenständiger Lebensstil somit Sympathie verdiene. In den sozialen Medien löste das Video weitreichende Empörung aus.